# Naksztyszki
Naksztyszki (lit. Nakštiškės) – wieś na Litwie, w okręgu wileńskim, w rejonie wileńskim, w gminie Podbrzezie.

## Historia
W dwudziestoleciu międzywojennym leżały w Polsce, w województwie wileńskim, w powiecie wileńsko-trockim, w gminie Podbrzezie. W 1931 miejscowość liczyła 50 mieszkańców, zamieszkałych w 9 budynkach. Na początku lat 20. XX w. mieściła się tu placówka 4 Batalionu Celnego, chroniąca pobliską granicę z Litwą kowieńską.
Po II wojnie światowej w granicach Związku Sowieckiego. Od 1991 na niepodległej Litwie.

## Ludzie związani z miejscowością
- Stanisław Wysocki ps. „Kulomiot” (ur. w 1920 w Naksztyszkach) – żołnierz oddziału partyzanckiego "Błyskawica" Armii Krajowej[3]